# Dekanat postawski
Dekanat postawski – jeden z 11 dekanatów diecezji witebskiej na Białorusi. Składa się z 14 parafii.

## Historia
W dwudziestoleciu międzywojennym był to dekanat nadwilejski z siedzibą w Postawach. W 1936 roku zamieszkiwało go 51062 katolików. Składał się z 13 parafii. Pięciu obecnych parafii dekanatu: 
- parafii w Postawach,
- parafii w Duniłowiczach,
- parafii w Hruzdowie,
- parafii w Łuczaju,
- parafii w Woropajewie

oraz:  
- parafii Świętego Stanisława Biskupa i Męczennika w Nowym Miadziole,
- parafii w Starym Miadziole (ob. w dekanacie miadziolskim archidiecezji mińsko-mohylewskiej),
- parafii Świętego Jerzego w Wesołusze,
- parafii w Wołkołacie (ob. w dekanacie dokszyckim),
- parafii Przemienienia Pańskiego w Zadziewiu (nie istnieje),
- parafii w Drozdowszczyźnie, (nie istnieje)
- kościoła rektorskiego w Duniłowiczach

oraz oddzielonych od dekanatu 28 października 1938 roku:
- parafii w Dokszycach (ob. siedziba dekanatu dokszyckiego)
- parafii Najświętszego Imienia Maryi w Parafianowie (ob. w dekanacie dokszyckim)

W tym czasie w dekanacie pracowało 14 kapłanów, wikary był tylko w Parafianowie.
W 2016 r. zlikwidowano parafie w Hucie, Lachowszczyźnie, Polesiu i Wołkach, które nie posiadały świątyni. Jednocześnie utworzono nowe parafie w Sierhach i Sierhiejewiczach oraz włączono do dekanatu parafię w Paryżu, należącą wcześniej do dekanatu szarkowszczyńskiego.

## Lista parafii
| Lp | Miejscowość / parafia                                                                   | Proboszcz / administrator                        | Kościół                                                         | Zdjęcie |
| -- | --------------------------------------------------------------------------------------- | ------------------------------------------------ | --------------------------------------------------------------- | ------- |
| 1  | Cieszyłów Parafia św. Stefana (męczennika) i św. Floriana (męczennika)                  | ks. Jewgienij Michajłow                          | Kaplica św. Stefana i św. Floriana w Cieszyłowie                |         |
| 2  | Duniłowicze Parafia Trójcy Świętej                                                      | ks. Paweł Samsonow (administrator)               | Kościół Trójcy Świętej w Duniłowiczach                          |         |
| 3  | Hruzdowo Parafia Podwyższenia Krzyża Świętego                                           | ks. Andrzej Bulczak                              | Kościół Podwyższenia Krzyża Świętego w Hruzdowie                |         |
| 4  | Jerzewo Parafia Matki Bożej Szkaplerznej i św. Jana Apostoła                            | ks. Wadim Prosianoj SCJ                          | Kościół Matki Bożej Szkaplerznej i św. Jana Apostoła w Jerzewie |         |
| 5  | Komaje Parafia św. Jana Chrzciciela                                                     | ks. Jacek Hutman                                 | Kościół św. Jana Chrzciciela w Komajach                         |         |
| 6  | Łuczaj Parafia św. Judy Tadeusza                                                        | ks. Jewgienij Michajłow                          | Kościół św. Judy Tadeusza w Łuczaju                             |         |
|    | Stary Dwór                                                                              | ks. Jewgienij Michajłow                          |                                                                 |         |
| 7  | Łyntupy Parafia św. Andrzeja Apostoła                                                   | ks. Aleksander Baran                             | Kościół św. Andrzeja Apostoła w Łyntupach                       |         |
| 8  | Nowosiółki Parafia Bożego Miłosierdzia i Joachima i Anny                                | ks. Jewgienij Michajłow                          | Kaplica Bożego Miłosierdzia i Joachima i Anny w Nowosiółkach    |         |
| 9  | Paryż Parafia św. Józefa                                                                | ks. Antoni Łagunionek (dojeżdża z Konstantynowa) | Kościół św. Józefa w Paryżu                                     |         |
| 10 | Postawy Parafia Niepokalanego Poczęcia Najświętszej Maryi Panny i św. Antoniego z Padwy | ks. Wadim Prosianoj SCJ (administrator)          | Kościół św. Antoniego Padewskiego w Postawach                   |         |
| 11 | Postawy Parafia Jezusa Miłosiernego                                                     | ks. Andrzej Bulczak                              | Kościół Jezusa Miłosiernego w Postawach                         |         |
|    | Bałaje                                                                                  | ks. Andrzej Bulczak                              |                                                                 |         |
| 12 | Sierhy Parafia św. Piotra i Pawła                                                       | ks. Paweł Samsonow                               | Kaplica św. Piotra i Pawła w Sierhach                           |         |
| 13 | Sierhiejewicze Parafia Matki Bożej Ostrobramskiej                                       | ks. Paweł Samsonow                               | Kaplica Matki Bożej Ostrobramskiej w Sierhiejewiczach           |         |
| 14 | Woropajewo Parafia św. Michała Archanioła i bł. Michała Kozala Biskupa Męczennika       | ks. Jerzy Wilk (administrator)                   | Kościół św. Michała Archanioła w Woropajewie                    |         |
|    | Huta                                                                                    | ks. Jerzy Wilk                                   |                                                                 |         |
|    | Lachowszczyzna                                                                          | ks. Jerzy Wilk                                   |                                                                 |         |